# Cussac (Haute-Vienne)
Cussac is een gemeente in het Franse departement Haute-Vienne (regio Nouvelle-Aquitaine) en telt 1214 inwoners (2004). De plaats maakt deel uit van het arrondissement Rochechouart.

## Geografie
De oppervlakte van Cussac bedraagt 31,7 km², de bevolkingsdichtheid is 38,3 inwoners per km².
De onderstaande kaart toont de ligging van Cussac (Haute-Vienne) met de belangrijkste infrastructuur en aangrenzende gemeenten.

## Demografie
Onderstaande figuur toont het verloop van het inwonertal (bron: INSEE-tellingen).

Wapen van Cussac

Het wapen van Cussac toont onder andere een spintol.
1. ↑  Populations de référence 2022.